# Castell de Montagut (Alcarràs)
El Castell de Montagut és un monument del municipi d'Alcarràs (Segrià) declarat bé cultural d'interès nacional.

## Descripció
Lleus vestigis a l'indret dit el Vilot, turó proper a l'església i a l'assentament rural de Montagut que fou completament arrasat els anys 1970-1979. S'ha proposat la desclassificació de BCIN.

## Història
El castell es localitzava prop del nucli actual, sobre el tossal anomenat el Vilot. Fou una de les fortaleses musulmanes que l'alcaid de Lleida ibn Hilal cedí al comte de Barcelona Ramon Berenguer III en virtut d'una convinença feta l'any 1120.
Sembla que la conquesta del castell tingué lloc juntament amb la del castell d'Alcarràs. L'any 1181 apareixen esmentats Pere de Montoliu, Ramon de Montagut -potser el castlà- i Guillem d'Albanell restituint els delmes que tenien als castells d'Alcarràs i Montagut a la seu de Lleida. Guerau de Jorba, membre del llinatge dels Cervera, és el primer senyor conegut de Montagut. Ho era també d'Alcarràs, Vallmanya i Raïmat. L'any 1184 Montagut passava a ser del llinatge dels Cardona.
L'any 1249 Guillem II de Cardona vengué el lloc i castell de Montagut, juntament amb el d'Alcarràs, al ciutadà de Lleida Tomàs de Santcliment. L'any 1312, Jaume II atorgà a Nicolau de Santcliment l'imperi sobre aquest feu. Durant la guerra civil de Joan II, el castell de Montagut juntament amb el d'Alcarràs tingueren una funció defensiva de primer ordre.
A la fi del segle xv, el lloc de Montagut fou empenyorat als Prunera, que el 1495 vengueren el poble i castell al beneficiat de la seu de Lleida Manuel d'Argentona. Aquest, el 1501,cedí Montagut al capítol de Lleida i des d'aleshores restà sempre en mans del capítol, fins i tot després de la desamortització.
Des del 1643, arran de la guerra dels Segadors, el nucli de Montagut restà despoblat. La seva repoblació no es produí fins a la fi del segle xix. Durant la segona meitat del segle XX tot va ser destruït en construir-se una pista i aplanar-se el turó.